# Клюс
Клюс (нем. Kluis) — община (коммуна) в Германии, в земле Мекленбург-Передняя Померания. Входит в состав района Форпоммерн-Рюген (Передняя Померания-Рюген). Подчиняется управлению Вест-Рюген. Община расположена на острове Рюген.
Население составляет 401 человек (2013 год) (412 в 2003 году, 417 в 2009 году). Занимает площадь 21,40 км².

## Население
| Год  | Численность | Численность |
| ---- | ----------- | ----------- |
| 2017 | 421         | [ 1 ]       |
| 2019 | 421         | [ 4 ]       |
| 2021 | 422         | [ 5 ]       |
| 2022 | 408         | [ 6 ]       |
| 2023 | 407         | [ 2 ]       |

## Достопримечательности
Руины усадьбы Пансевиц.